# آل هنري
آل هنري (بالإنجليزية: Al Henry)‏ مواليد 9 فبراير 1949، هو لاعب كرة سلة أمريكي معتزل. بدأ مسيرته الاحترافية في سنة 1970. تم اختياره من قبل فريق فيلادلفيا سفنتي سيكسرز خلال الدرافت. لعب في الرابطة الوطنية لكرة السلة كلاعب وسط. يبلغ طوله 6 قدم 9 بوصة (2.1 م). اعتزل اللعب في 1972.

## روابط خارجية
- آل هنري على موقع إن بي أي (الإنجليزية)
- آل هنري على موقع سبورتس رفرنس (الإنجليزية)
- آل هنري على موقع كلية كرة السلة في سبورتس رفرنس.كوم (الإنجليزية)
- آل هنري على موقع ريلجم (الإنجليزية)
- آل هنري على موقع بروبوليرز (الإنجليزية)